# Граф Дакула
„Граф Дакула“ (на английски: Count Duckula) е британски анимационен сериал, създаден от британското студио Cosgrove Hall Productions, продуциран е от Thames Television и е спин-оф на сериала Danger Mouse, в която ранната версия на персонажа Граф Дакула е повтарящ се злодей. Сериалът се излъчва от 6 септември 1988 г. до 16 февруари 1993 г., съдържащ четири сезона и 65 епизода, а времетраенето е над 22 минути. По-късно се издават на DVD във Великобритания, докато единствено първият сезон е издаден в Северна Америка.
Новата версия на Граф Дакула се появява в рийбута на сериала Danger Mouse през 2015 г., но героят се връща към злодейската си персона.

## В България
В България сериалът се излъчва през 2007-2008 г. по Диема Фемили с български дублаж, записан в студио „Доли“. Екипът, който често търпи промени, се състои от:
| Пост                | Име                                                                                             |
| ------------------- | ----------------------------------------------------------------------------------------------- |
| Озвучаващи артисти  | Янина Кашева Петя Миладинова Явор Гигов Димитър Иванчев Росен Плосков Тодор Николов Иван Райков |
| Преводачи           | Антония Халачева Дина Колева Гергана Стойчева-Нуша Галя Георгиева Христина Харалампиева         |
| Тонрежисьори        | Тенчо Москов Илиян Апостолов Иван Андреев                                                       |
| Режисьор на дублажа | Иван Танев                                                                                      |